# Adam Hall (giocatore di badminton)
Adam Hall (Irvine, 12 febbraio 1996) è un giocatore di badminton britannico.

## Palmarès
- Europei

Madrid 2022: argento nel doppio maschile.